# カーディフの巨人

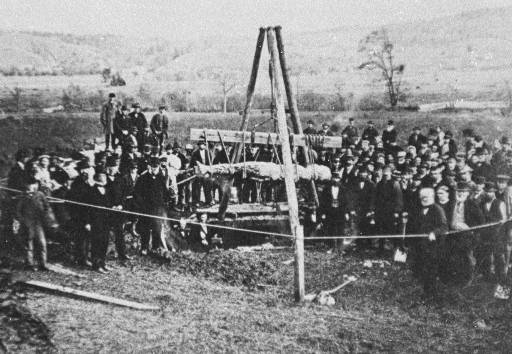
カーディフの巨人の発掘現場（1869年）

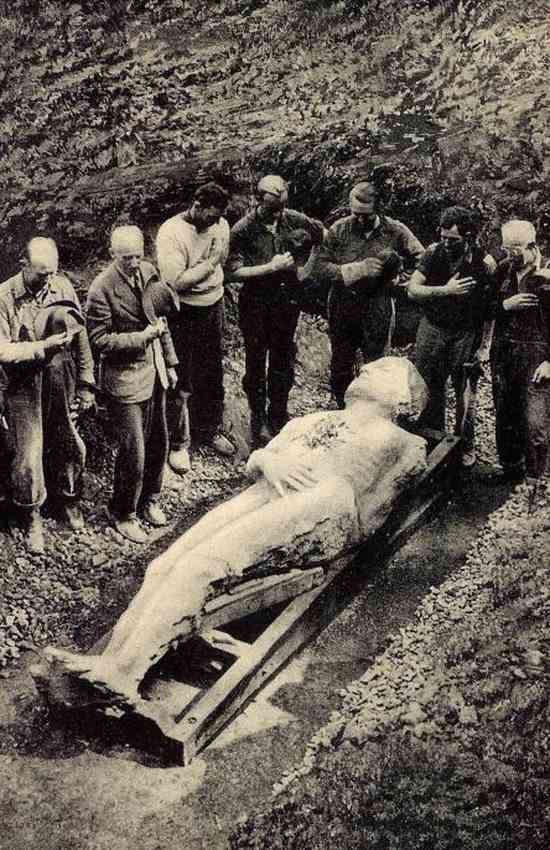
発掘直後のカーディフの巨人

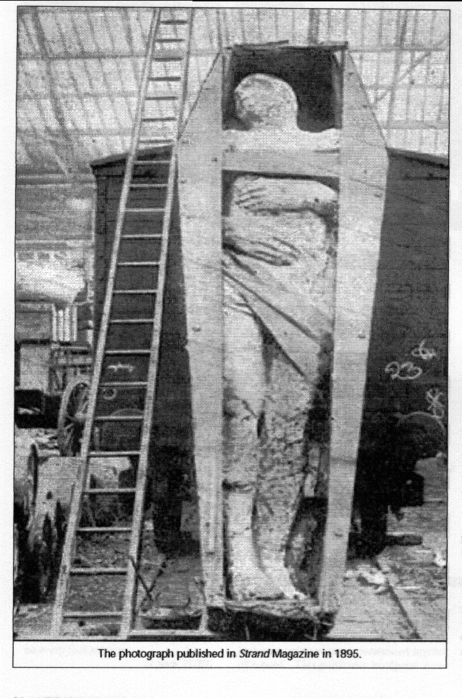
展示中のカーディフの巨人

カーディフの巨人（カーディフのきょじん、The Cardiff Giant）は、アメリカ合衆国の有名な悪戯のひとつ。1869年10月16日、首謀者ジョージ・ハルは1年前にニューヨーク州カーディフ近郊に埋めた全長3メートルの石膏像を掘り出し、巨人の化石が発見されたと全米に発表した。実際には偽造は「ずさん」であり、専門家は化石ではないと発見時点で否定していたが、それにも関わらず「巨人発見」という話題がひとり歩きしてアメリカ中から見物人が殺到した。

## 作製から「発見」まで
ニューヨーク州ビンガムトン生まれの葉巻製造業者ジョージ・ハルは、ダーウィンの進化論を支持し、創世記に懐疑的な視線を向ける無神論者だった。1866年、アイオワ州の親族に会いにいったハルは、そこでメソジスト派の牧師との間で創世記では人類以前に生きていたとされる巨人（ネフィリム）について議論となり、互いに譲らずやがては口論に発展した。この時、ハルは巨人の化石を捏造することを思いつく。当時、ハルは石油や岩石から貴金属を生み出そうとする錬金術に傾倒しており、専門的な科学知識はほとんどなかったものの、それらの性質による物質の変化には熟知していた。
2年後の1868年、ハルは友人と7トンもの石膏（高さ3.2メートルの長方形）を購入する。名目は「エイブラハム・リンカーンの記念碑」のためとされたが、石膏はシカゴ在住のドイツ人の石工エドワード・バンガードの元に運びこまれ、ハル自身をモデルにした巨人像の作製が開始された。ハルはさらにもう1人の石工サールを雇い入れ、食事とアルコールを十分に提供することを引き換えに缶詰状態にして、石膏像を3か月後に完成させた。ハルはその石膏像の表面を毛穴に見えるよう鋼編み針で加工し、硫酸で風化の処置を施した後にニューヨーク州カーディフに移動した。そこには従兄弟ウィリアム・ニューウェルの経営する農場があり、小屋の裏手に埋められた。ここまでの費用は当時のドルで2,600ドルを要したが、ハルにはこの巨人が話題になれば回収できる腹づもりがあった。
農場に埋められてから1年後の1869年10月16日、ニューウェルの依頼により小屋の裏手で井戸を掘ろうとした作業員たちにより、カーディフの巨人は「発見」された。直ちに発掘された巨人を覆う巨大なテントが設営され、同時に巨人発見のニュースは生物学上、または神学上の大発見だとして全米に報道された。すぐに大勢の人々がカーディフに押し寄せた。彼らはハルに見物料として50セント（後に1ドルを要求されたが）、それでも全米から訪れる人々は1日あたり数百人に及んだ。
しかし考古学者たちは一瞥しただけで、カーディフの巨人を「石膏の彫像」と見破っていた。著名な学者ではイェール大学のオスニエル・チャールズ・マーシュ教授が正式に真っ赤な偽物と鑑定結果を出し、「最も明確なペテン」と切り捨てている。発見のきっかけとなった井戸掘りについても、地質学者は位置が不自然であることを突き止めていた。このようにハルの造り出した化石は、彼らにとって「科学的でっちあげを名乗るには、あまりに図々しい」出来であったが、一方では「化石ではないが、北アメリカで最古の彫像である」と一部偽造に騙されたニューヨーク州立博物館の職員の例もあった。さらにキリスト教の原理主義者たちの幾人かは創世記の巨人が実際にいた証拠であり、進化論を否定するものとしてこれを強く擁護した。また、これら科学者の指摘にも拘らず、「巨人発見」の噂だけがひとり歩きして話題を呼び、見物人はなおも増え続けた。

## 2体目の巨人
ハルとニューエルはディビット・ハナムを筆頭とする6人の興行主たちに23,000ドル（2014年時点では429,000ドル相当）でカーディフの巨人の権利の4分の3を売却する。ハルとハナムらは巨人をニューヨーク州シラキュースに移し興業を続けたが、その年の間、人の波が絶えることはなかった。この荒稼ぎに目をつけたのが、伝説の興行主とされるP・T・バーナムであった。バーナムのアイデアは「おがくずを黄金の山に変える」と評され、当時はすでに巧妙な宣伝と動物、フリークスによるサーカス団を擁していた。バーナムはそこに巨人を加えることを狙い、ハルらに50,000ドルで3か月の貸与を持ちかけたが、ハルの返事は拒絶だった。
これによりバーナムは自ら巨人の作製に乗り出し、石、粘土、乾燥卵などを混ぜて第二の巨人を作り上げてしまった。制作費は2,000ドルであり、ロッキー山脈で見つけた最古の「コロラドの巨人」だとして大々的に宣伝した。この新たに登場したペテンに対し、科学界はカーディフの巨人と同様に猜疑の視線を向ける。かつてカーディフの巨人に鑑定結果を突きつけたオスニエル・チャールズ・マーシュ教授は直接バーナムに面談し、科学的見地から化石ではないことを論拠を挙げて丁寧に説いた。これに対しバーナムは、「世間は騙されたがる」（There is one born every minute.）と返しただけだった。

## 詐欺の結末
バーナムが参入したことで、ハルたちの独占は崩れた。ハルは1871年に大都市ニューヨークでの興業を狙ったが、名うてのバーナムはハルたちの先手をうってブルックリンに乗り込んで話題を独り占めすると、自分の巨人こそが本物でありカーディフの巨人は偽物だと主張した。考古学者たちの指摘を無視したハルたちだったが、商売敵となったバーナムの指摘を許すことができなかった。ハルたちはバーナムに対し、興業の禁止と賠償を求めて訴訟を起こす。しかし法廷は巨人の真偽についてハル側が明らかにする必要があるとし、ハルの望んだ結論には至らなかった。また、その訴訟を取材した新聞記者が巨人の発見前後のハルの行動を綿密に調べ、やがてアイオワで石膏を購入した事実と加工を担当した石工の1人サールを見つけ出した。サールは洗いざらい全てを告白し、これよりハルも観念した。1871年12月10日、ハルは彫像の偽造を認め、これが報道されたことにより巨人騒ぎはひとまず終息する。しかし、「コロラドの巨人」はバーナム博物館のレパートリーとして、その後も展示され続けた。

## 巨人の安息所
1901年、ニューヨーク州バッファローで開催された国際博覧会にカーディフの巨人も出展されたが、あまり話題にはならなかった。展示後はアイオワの出版社の経営者が購入して娯楽室に置かれ、1947年にはニューヨーク州クーパーズタウンの農民博物館に買い取られて展示されている。
バーナムの作製したコロラドの巨人も、機械的な装置や奇妙な物品を収集するマービンの不思議な機械の博物館に引き取られて現存している。

## 模倣
- 1877年、ニューヨーク州カユガ郡で湖岸のホテルを拡張工事中、巨人の化石を掘り出したとされている。しかし後に酒に酔った発掘者が自ら埋めたことを告白した。
- 1892年から有名な詐欺師ジェファーソン・"ソーピィ"・スミス（英語版）も「McGinty」と名づけた像を使って見物料を集めた。
- 南北戦争時代の北軍の将軍トーマス・フランシス・マハーは1867年にミズーリ川に転落して溺死したとされるが、遺体は見つからなかった。1897年、その石化した遺体を見つけたとし、その像は「発見」されたモンタナ州のみならずニューヨークとシカゴでも展示された[9]。

## 文化
カーディフの巨人の騒動は当時の人々に強い印象を残し、マーク・トウェイン、ハワード・フィリップス・ラヴクラフトの作品の中で言及され、ライマン・フランク・ボームの詩の題材にもなっている。またサーカスの世界においても見世物として抜群の知名度があり、前述のバーナムのサーカス団とベイリーのサーカス団が合併し、それをサーカス経営者「リングリング兄弟」が買収したことで生まれた世界最大のサーカス団リングリング・ブラザーズ・アンド・バーナム・アンド・ベイリー・サーカスにも、「カーディフの巨人」を芸名とするスター、ジョージ・オーガーが存在した
。